# هانس جراف فون بولو
هانس جراف فون بولو (بالألمانية: Hans Graf von Bülow)‏ هو سياسي ألماني، ولد في 14 يوليو 1774 في ألمانيا، وتوفي في 11 أغسطس 1825 في بولندا.